# Artem Faworow
Artem Wołodymyrowycz Faworow, ukr. Артем Володимирович Фаворов (ur. 19 marca 1994 w Kijowie) – ukraiński piłkarz, grający na pozycji pomocnika.

## Kariera piłkarska

### Kariera klubowa
Wychowanek klubu Dynamo Kijów, barwy którego bronił w juniorskich mistrzostwach Ukrainy (DJuFL). Karierę piłkarską rozpoczął 13 sierpnia 2011 w składzie drugiej drużyny Czornomorca Odessa, dokąd został wypożyczony po podpisaniu kontraktu z kijowskim klubem. Podczas przerwy zimowej sezonu 2009/10 wrócił do Kijowa i potem bronił barw Dynamo-2 Kijów. W lipcu 2013 został piłkarzem nowo utworzonego klubu Obołoń-Browar Kijów. 31 sierpnia 2016 podpisał kontrakt z Zirką Kropywnycki. 22 stycznia 2017 został wypożyczony do duńskiego Vejle BK, w którym grał do lata 2017. 28 stycznia 2018 zasilił skład Desny Czernihów. 3 stycznia 2020 przeszedł do Puskás Akadémia FC.

### Kariera reprezentacyjna
Występował w juniorskiej reprezentacji Ukrainy U-17. W 2014 został powołany do młodzieżowej reprezentacji.

## Sukcesy i odznaczenia

### Sukcesy klubowe
Obołoń-Browar Kijów
- wicemistrz Drugiej ligi Ukrainy: 2014/15
- brązowy medalista Pierwszej ligi Ukrainy: 2015/16

Desna Czernihów
- brązowy medalista Pierwszej ligi Ukrainy: 2017/18

### Sukcesy indywidualne
- król strzelców Pierwszej ligi Ukrainy: 2015/16
- najlepszy piłkarz Pierwszej ligi Ukrainy: 2015/16